# Legadue
La Legadue è stato l'ente che ha organizzato, su delega della Federazione Italiana Pallacanestro, il secondo campionato professionistico italiano di pallacanestro maschile: il campionato di Legadue dal 2001 fino al 2013.

Secondo lo Statuto, la Legadue era una associazione non riconosciuta senza fini di lucro, composta dalle società partecipanti al Campionato di Legadue. La sede principale era a Bologna, in Viale Masini 12.

## Storia
La Legadue nasce il 20 giugno 2001, data in cui la Lega Società di Pallacanestro di Serie A si scinde in due entità, dando vita appunto alla Legadue.
Il 24 marzo del 2013 confluisce insieme alla Lega Nazionale Pallacanestro nella Nuova Lega Nazionale Pallacanestro che organizza il riformato Campionato di Legadue tornato al dilettantismo ed i tornei che si trovavano sotto l'egida della precedente LNP.

## Rapporti con la F.I.P.
La Legadue, con cadenza generalmente quadriennale, stipulava un accordo con la F.I.P. che disciplinava le competenze che la stessa F.I.P. delega alla Legadue. Tra i più rilevanti: l'organizzazione del Campionato di Legadue, i controlli sulle società, la contrattazione ed il tesseramento degli atleti, la giustizia sportiva e le gestione arbitrale.
La Legadue inoltre collaborava con la F.I.P. con lo scopo di promuovere e valorizzare la pallacanestro in Italia.

## Organi della Legadue
Gli organi della Legadue erano i seguenti: l'Assemblea; il Presidente; se nominati, il Direttore Generale e il Segretario Generale, il Collegio dei Revisori contabil, gli organi di giustizia.

### Presidenti
Dal 19 febbraio 2009 fino allo scioglimento la carica di Presidente è stata ricoperta da Marco Bonamico. Presidente onorario, dal 30 marzo 2009, è stato Roberto Cota.
- 20 giugno 2001 - giugno 2002: Chiarino Cimurri
- 1º luglio 2002 - 2009: Valentino Renzi
- 19 febbraio 2009 - 2013: Marco Bonamico

## Regolamenti ufficiali della Legadue
- Statuto della Legadue (DOC) [collegamento interrotto], su legaduebasket.it.
- Regolamento di giustizia della Legadue (DOC), su legaduebasket.it. URL consultato il 5 settembre 2009 (archiviato dall'url originale il 7 febbraio 2007).
- Regolamento tecnico esecutivo (DOC), su legaduebasket.it. URL consultato il 5 settembre 2009 (archiviato dall'url originale il 20 agosto 2012).
- Regolamento sull'ammontare minimo dei compensi (DOC) [collegamento interrotto], su legaduebasket.it.